# Venegono Superiore

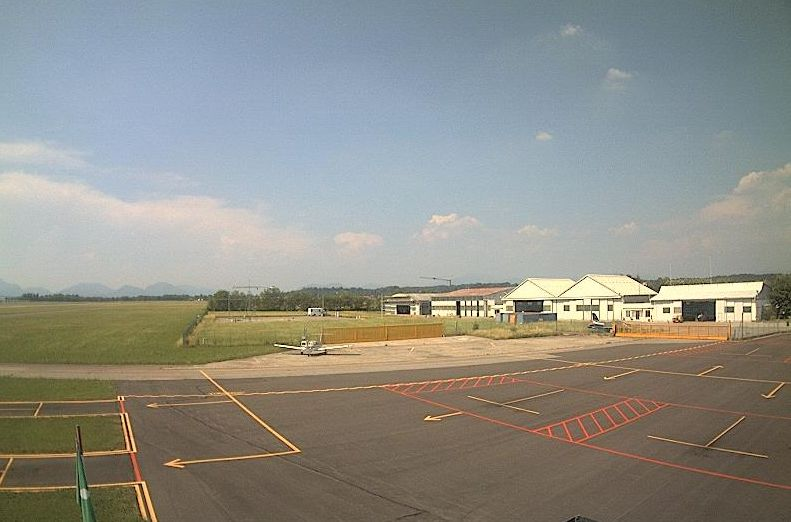
Flughafen Venegono

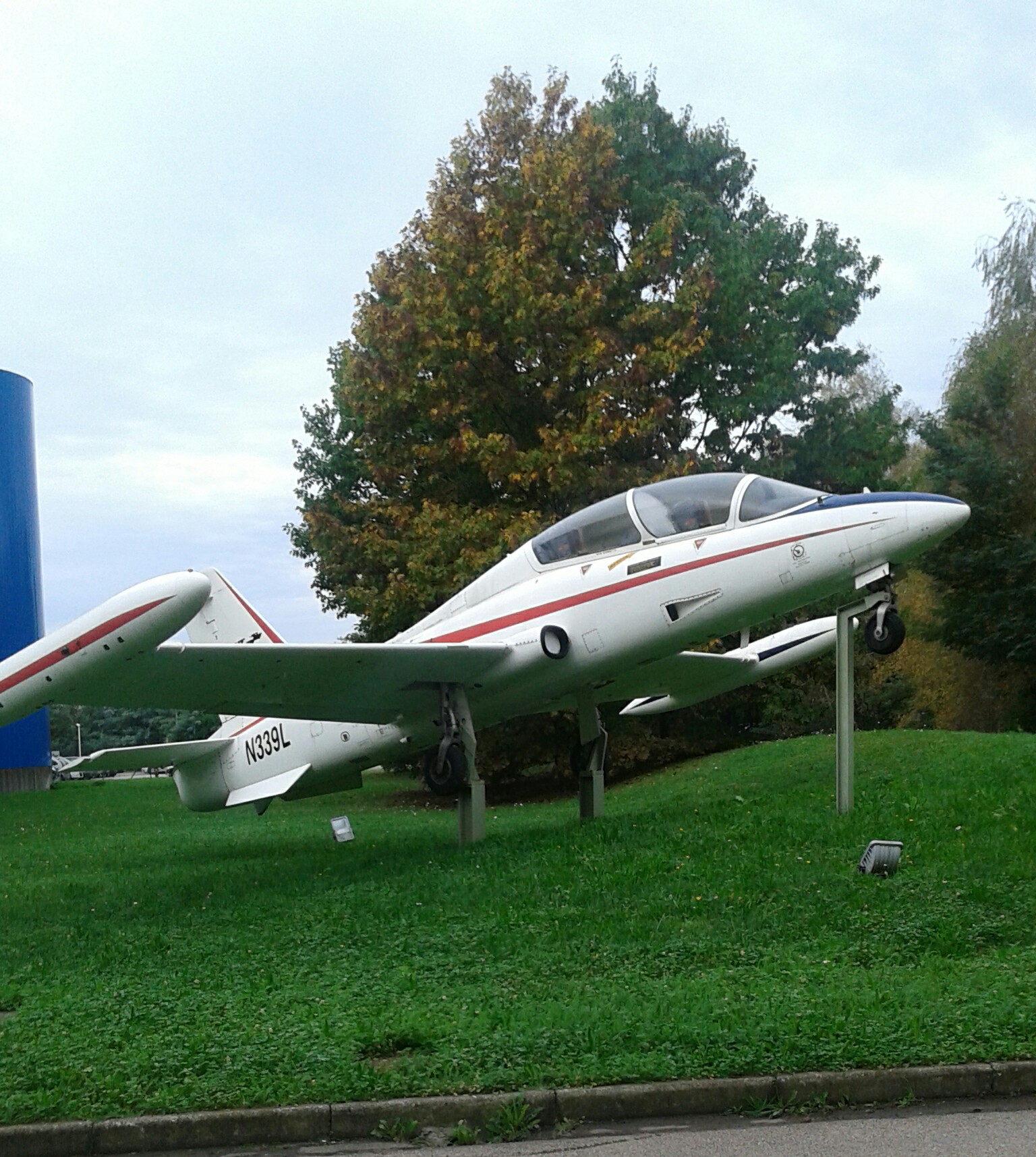
Flugzeug Mb339 Guardian Aermacchi

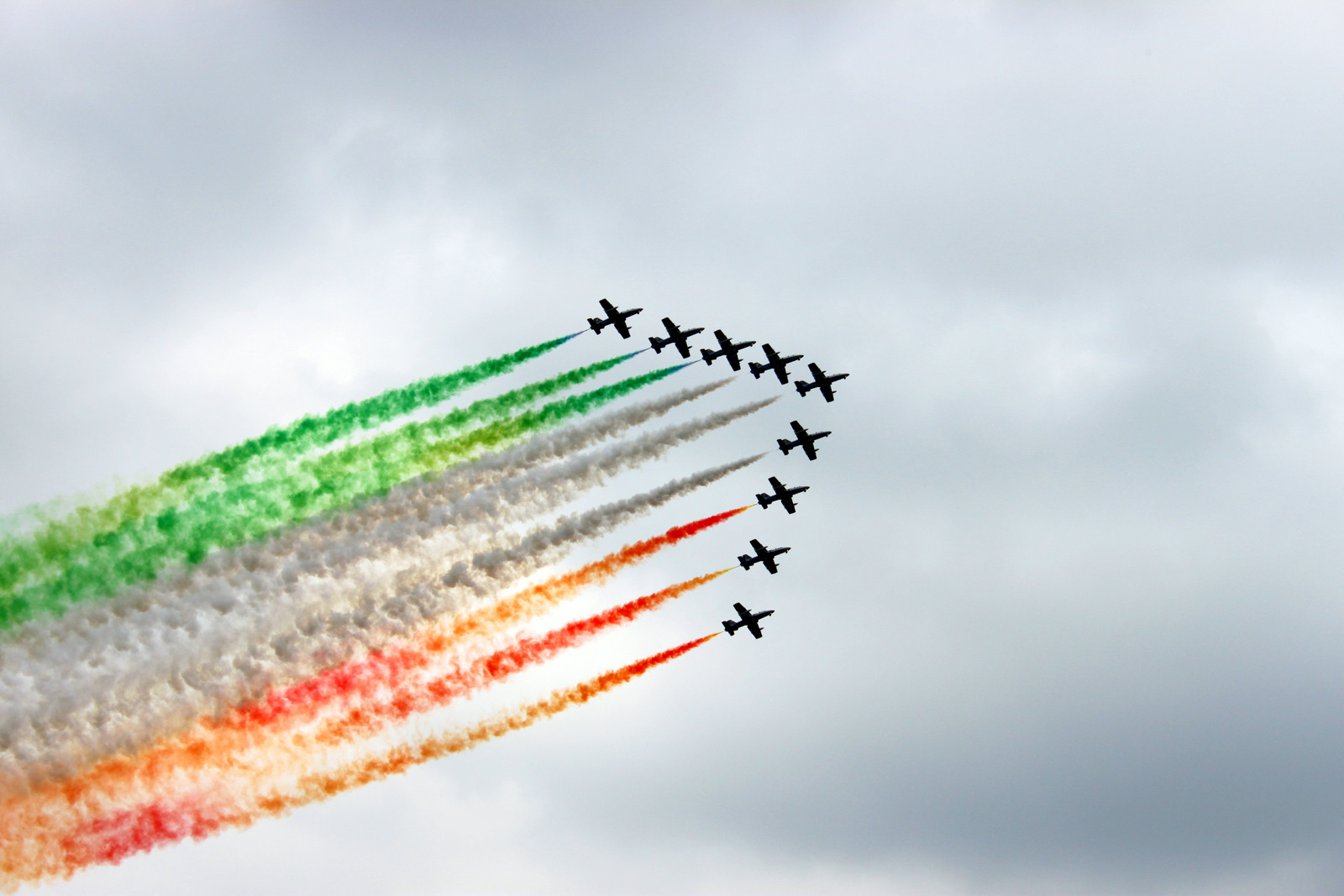
Patrouille Frecce tricolori Aermacchi am Himmel über Venegono Superiore

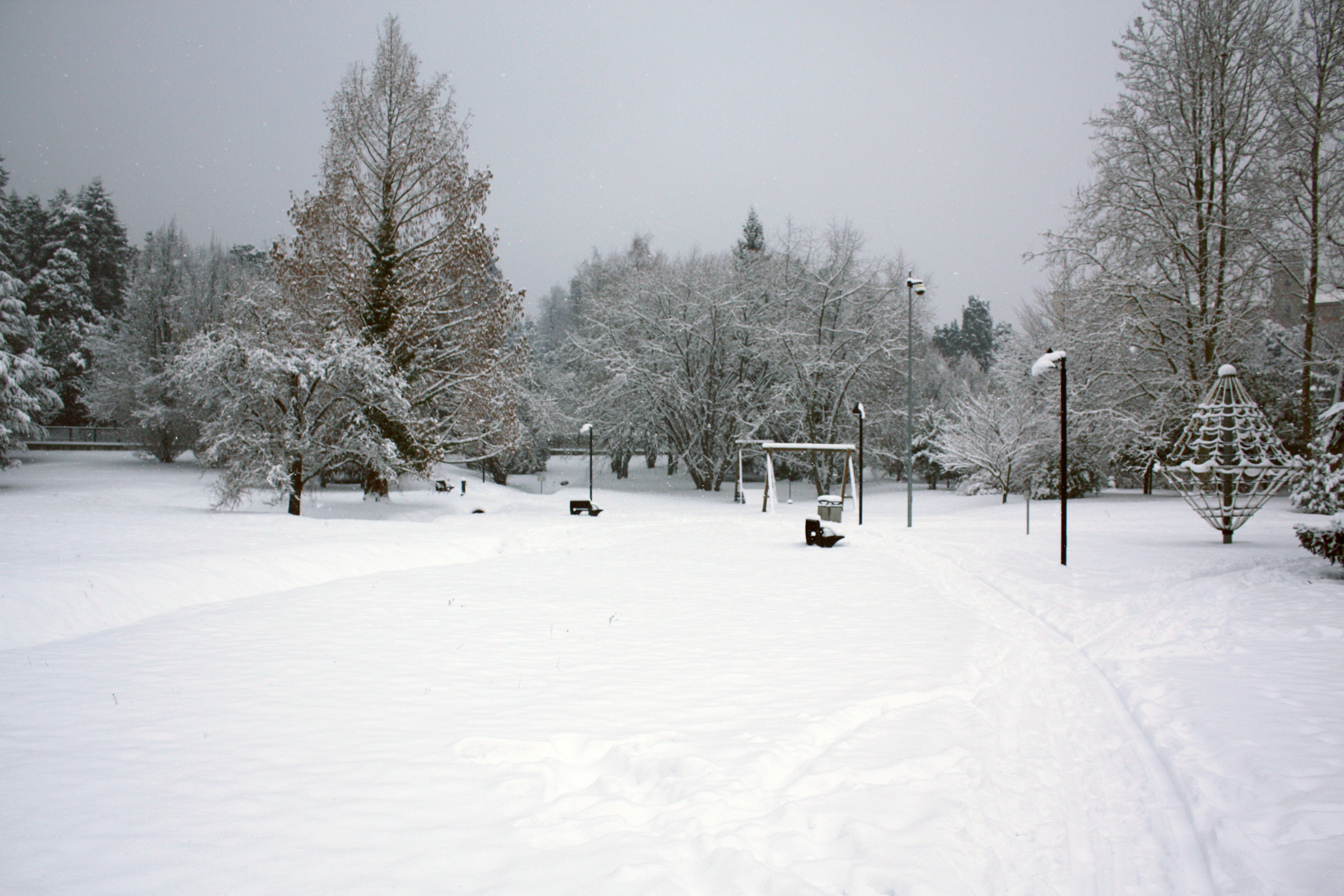
Parco Pratone

Venegono Superiore ist eine Gemeinde in der Provinz Varese in der Region Lombardei.

## Geographie
Die Gemeinde liegt südöstlich der Stadt Varese und bedeckt eine Fläche von 6 km². Zu Venegono Superiore gehören die Fraktionen Pianasca, Pianbosco und San Martino. Die Nachbargemeinden von Venegono Superiore sind Binago (CO), Castiglione Olona, Vedano Olona und Venegono Inferiore.
Auf dem Gemeindegebiet liegt der Flugplatz Varese-Venegono.

## Geschichte
Venegono Superiore gehörte im Mittelalter zur Contado del Seprio und dann zur Fehde des Herzogtums Mailand. Das historische Zentrum wird von der Burg dominiert, die heute von Missionaren des Instituts für afrikanische Missionen bewohnt wird. Im 17. Jahrhundert gab es hier Prozesse wegen Hexerei. Im Schloss und in den Ortschaften Monteruzzo, Monterosso und Pianbosco sind Episoden von Hexenjagden dokumentiert, insbesondere die von Elisabetta Oleari und Margherita Fornasari im Jahr 1520.
Mit der Aktivierung der Gemeinden der Provinz als Folge der territorialen Aufteilung des Königreichs Lombardo-Venetien (Mitteilung vom 12. Februar 1816) wurde die Gemeinde Venegono Superiore in den Bezirk XXII von Tradate aufgenommen. Venegono Superiore, eine Gemeinde mit Festsetzung, wurde durch die spätere territoriale Aufteilung der lombardischen Provinzen (Mitteilung vom 1. Juli 1844) im Bezirk XXII von Tradate bestätigt. Im Jahr 1853 (Mitteilung vom 23. Juni 1853) wurde Venegono Superiore, eine Gemeinde mit allgemeiner Einberufung und 1128 Einwohnern, dem Bezirk XVIII von Tradate zugeordnet.
Nach der vorübergehenden Vereinigung der lombardischen Provinzen mit dem Königreich Sardinien wurde die Gemeinde Venegono Superiore mit 1138 Einwohnern, die von einem fünfzehnköpfigen Gemeinderat und einem zweiköpfigen Stadtrat verwaltet wurde, auf der Grundlage der durch das Gesetz vom 23. Oktober 1859 festgelegten Gebietsaufteilung in den 8. Bezirk von Tradate, Bezirk II von Varese, Provinz Como, eingegliedert.
Bei der Gründung des Königreichs Italien im Jahr 1861 hatte die Gemeinde 1169 Einwohner (Volkszählung 1861). Nach dem Gemeindegesetz von 1865 wurde die Gemeinde von einem Bürgermeister, einer Junta und einem Rat verwaltet. Im Jahr 1867 wurde die Gemeinde in denselben Bezirk, Kreis und dieselbe Provinz eingegliedert. Im Jahr 1924 wurde die Gemeinde in den Bezirk Varese der Provinz Como eingegliedert. Nach der Gemeindereform von 1926 wurde die Gemeinde von einem Podestà verwaltet. Im Jahr 1927 wurde die Gemeinde der Provinz Varese zugeschlagen. Im Jahr 1928 wurde die Gemeinde Venegono Superiore mit Venegono Inferiore zur neuen Gemeinde Venegono zusammengefasst (Königlicher Erlass Nr. 1973 vom 3. August 1928).
Nach der Gemeindereform von 1946 wurde die Gemeinde Venegono von einem Bürgermeister, einer Junta und einem Gemeinderat verwaltet. 1960 wurde die Gemeinde Venegono in die neu gebildeten Gemeinden Venegono Inferiore und Venegono Superiore aufgeteilt (Präsidialdekret Nr. 980 vom 4. September 1960). Im Jahr 1971 hatte die Gemeinde Venegono Superiore eine Fläche von 690 Hektar.

## Bevölkerung
| Bevölkerungsentwicklung | Bevölkerungsentwicklung | Bevölkerungsentwicklung | Bevölkerungsentwicklung | Bevölkerungsentwicklung | Bevölkerungsentwicklung | Bevölkerungsentwicklung | Bevölkerungsentwicklung | Bevölkerungsentwicklung | Bevölkerungsentwicklung | Bevölkerungsentwicklung | Bevölkerungsentwicklung | Bevölkerungsentwicklung | Bevölkerungsentwicklung | Bevölkerungsentwicklung | Bevölkerungsentwicklung |
| ----------------------- | ----------------------- | ----------------------- | ----------------------- | ----------------------- | ----------------------- | ----------------------- | ----------------------- | ----------------------- | ----------------------- | ----------------------- | ----------------------- | ----------------------- | ----------------------- | ----------------------- | ----------------------- |
| Jahr                    | 1751                    | 1805                    | 1853                    | 1871                    | 1881                    | 1901                    | 1921                    | 1951                    | 1971                    | 1991                    | 2001                    | 2011                    | 2017                    | 2021                    |                         |
| Einwohner               | 500                     | 735                     | 1128                    | 1255                    | 1356                    | 1492                    | 2154                    | 2911                    | 4255                    | 6664                    | 6730                    | 7180                    | 7300                    | 7282                    |                         |

## Industrie
- Flugzeugfabrik Aermacchi

## Sehenswürdigkeiten
- Oratorium Santa Caterina in Ortsteil Pianasca, bewahrt Fresken (16. Jahrhundert) u. a. Madonna in trono e San Rocco (1516)